# Paul Themba Mngoma
Paul Themba Mngoma (* 10. Dezember 1941 in Ixopo; † 15. Juni 2005) war ein südafrikanischer römisch-katholischer Geistlicher und Bischof von Mariannhill.

## Leben
Paul Themba Mngoma empfing am 4. Juli 1971 das Sakrament der Priesterweihe für das Bistum Mariannhill.
Am 12. Februar 1981 ernannte ihn Papst Johannes Paul II. zum Bischof von Mariannhill. Der Erzbischof von Pretoria, George Francis Daniel, spendete ihm am 23. Mai desselben Jahres in der Kathedrale St. Joseph in Mariannhill die Bischofsweihe; Mitkonsekratoren waren der Bischof von Leribe, Paul Khoarai, und der Bischof von Kokstad, Wilfrid Fox Napier OFM. Die Amtseinführung erfolgte am 25. Mai 1981.
Papst Johannes Paul II. nahm am 7. Februar 2005 das von Paul Themba Mngoma vorgebrachte Rücktrittsgesuch an.